# Адалард (граф Шалона)
Адалард (фр. Adalard; умер после 765) — граф Шалона с 733 года; возможно, сын Хильдебранда I, графа в Бургундии и сеньора Перраси; предположительно родоначальник Первого дома де Вержи.

## Биография
Точное происхождение Адаларда неизвестно. По наиболее распространённой версии, он мог быть сыном графа в Бургундии Хильдебранда I, умершего около 753 года брата майордома Карла Мартелла, и, таким образом, приходиться тому племянником. Когда Карл Мартелл в 733 году подчинил себе Бургундию, он раздал захваченные владения своим приближённым. В том числе, в Шалоне он посадил Адаларда, а в Отёне — Теодерика I.
Позже Адалард принял участие в борьбе Пипина Короткого против герцога Аквитании Вайфара. В 765 году Адалард во главе войска франкских графов разбил в сражении на берегах Луары войско графа Оверни Хильпинга, вассала Вайфара. Это последнее свидетельство исторических источников о графе Адаларде.
О браке и детях Адаларда ничего не известно. Однако существует предположение, что его сыном или внуком мог быть граф Шалона Гверин I (ок. 760— после 819), хотя существуют и другие версии его происхождения.
К Адаларду возводят происхождение домов де Вержи и Семюр-ан-Брионне.